# Fukuyama (Hiroshima)
La ciudad de Fukuyama ( Fukuyama-shi?) es una ciudad japonesa ubicada en la costa del río Ashida en la prefectura de Hiroshima, Japón.
Desde el 1 de febrero de 2005 se estima una población de 426.795 con una densidad de 925 habitantes por km². Su superficie es de 461,23 km². Después de la ciudad de Hiroshima, es la ciudad más grande en la prefectura de Hiroshima y está situada en el extremo oriente de la prefectura. El símbolo de la ciudad es la rosa y una vez al año, se tiene el "Festival de la Rosa" en el mes de mayo. Fukuyama es vital en comercio, industria y como centro de comunicaciones. Además produce maquinaria, Koto (arpas japonesas), productos de caucho, electrónica, textiles y alimentos procesados.

## Historia
La ciudad de Fukuyama fue fundada como un castillo en 1629 por Mizuno Katsunari, un primo de Tokugawa Ieyasu quien era dueño de unos territorios al oeste de Japón que son el sur de la provincia de Bingo y el suroeste de la provincia de Bitchu. Él construyó un castillo al que llamó Fukuyama. Se convirtió en ciudad en 1916.
- 1871 Con la abolición del sistema Han, se fundó la prefectura de Fukuyama, renombrada prefectura de Fukatsu.
- 1872 La prefectura de Fukatsu u la prefectura de Kureshiki se fusionan para formar la prefectura de Oda.
- 1875 La prefectura de Oda se integra a la prefectura de Okayama.
- 1876 Gran parte de la provincia de Bingo, incluyendo Fukuoka, pasan a formar parte de la prefectura de Hiroshima.
- 1933 10 villas del Distrito de Fukuyasu se integran a Fukuyama.
- 1942 2 villas del Distrito de Numakuna se integran a Fukuyama.
- 8 de agosto de 1945 (dos días antes de la bomba atómica de Hiroshima) aviones B-29 lanzan 91 bombas sobre Fukuyama, destruyendo gran parte de la ciudad.